# Theory of Love
Theory of Love (ทฤษฎีจีบเธอ) é uma série de televisão tailandesa BL de 2019 estrelada por Atthaphan Phunsawat (Gun) e Jumpol Adulkittiporn (Off). Baseada no romance de mesmo nome de JittiRain.
Dirigida por Nuttapong Mongkolsawas (X) e produzida pela GMMTV, a série foi uma das treze séries de televisão de 2019 lançadas pela GMMTV em seu evento "Wonder Th13teen" em 5 de novembro de 2018. Estreou na GMM 25 e na LINE TV em 1º de junho de 2019, indo ao ar aos sábados às 21:25 ICT e 23:00 ICT, respectivamente. A série foi concluída em 17 de agosto de 2019.

## Trama
A história é sobre o estudante de cinema do terceiro ano Third (Gun Atthaphan) que tem sentimentos por seu amigo Khai (Off Jumpol) por três anos com um resultado de um amor doloroso não correspondido. Third decide parar com seus sentimentos, não importa o quão difícil seja. Mas quando Third decide seguir em frente, Khai incidentalmente percebe que ele também tem sentimentos por Third.

## Elenco e personagens
Abaixo está o elenco da série:

### Principal
- Atthaphan Phunsawat (Gun) como Third
- Jumpol Adulkittiporn (Off) como Khai
- Nawat Phumphotingam (White) como Two
- Chinnarat Siriphongchawalit (Mike) como Bone

### Recorrente
- Pirapat Watthanasetsiri (Earth) como Aun
- Sara Legge como Paan
- Neen Suwanamas como Lyn
- Patara Eksangkul (Foei) como Chaine
- Supakan Benjaarruk (Nok) como Ching Ching
- Latkamon Pinrojkirati (Pim)

### Convidado
- Alysaya Tsoi (Alice) (Ep. 1)
- Benjamin Joseph Varney como Ton (Ep. 6–7)
- Thanaboon Wanlopsirinun (Na) como Gab, namorado de Paan (Ep. 8–9, 11–12)
- Jiratpisit Jaravijit (Boom) como um garoto no bar (Ep. 11)
- Sutthipha Kongnawdee (Noon) como namorada de Bone (Ep. 12)
- Sureeyaret Yakaret (Prigkhing) como Fahsai
- Patnicha Kulasingh (Plai) como Nong Som
- Kris Songsamphant como ator fazendo teste para a peça (Ep. 7)

## Stand By Me

Cartaz promocional de
Theory of Love: Episódio Especial "Stand By Me"

Em 26 de outubro de 2020, a GMMTV anunciou um episódio especial da referida série com o título "Stand By Me", que foi ao ar em 28 de outubro de 2020.

## Trilha sonora
| Título da música | Título romanizado | Artista   |
| ---------------- | ----------------- | --------- |
| พระเอกจำลอง      | Pra Ake Jum Long  | Getsunova |

## Recepção

### Classificação da televisão na Tailândia
Na tabela abaixo, os números azuis representam as classificações mais baixas e o número vermelho representa a classificação mais alta.
| Episódio No. | Intervalo de tempo (UTC+07:00) | Data de exibição     | Média Participação da audiência |
| ------------ | ------------------------------ | -------------------- | ------------------------------- |
| 1            | Sábado 21:25                   | 1 de junho de 2019   | 0.420%                          |
| 2            | Sábado 21:25                   | 8 de junho de 2019   | 0.208%                          |
| 3            | Sábado 21:25                   | 15 de junho de 2019  | 0.284%                          |
| 4            | Sábado 21:25                   | 22 de junho de 2019  | 0.252%                          |
| 5            | Sábado 21:25                   | 29 de junho de 2019  | 0.302%                          |
| 6            | Sábado 21:25                   | 6 de julho de 2019   | 0.269%                          |
| 7            | Sábado 21:25                   | 13 de julho de 2019  | 0.2%                            |
| 8            | Sábado 21:25                   | 20 de julho de 2019  | 0.303%                          |
| 9            | Sábado 21:25                   | 27 de julho de 2019  | 0.317%                          |
| 10           | Sábado 21:25                   | 3 de agosto de 2019  | 0.3%                            |
| 11           | Sábado 21:25                   | 10 de agosto de 2019 | 0.244                           |
| 12           | Sábado 21:25                   | 17 de agosto de 2019 | 0.267%                          |

### Prêmios e indicações
| Ano  | Associações    | Categoria                        | Nomeações                                            | Resultado |
| ---- | -------------- | -------------------------------- | ---------------------------------------------------- | --------- |
| 2020 | LINE TV Awards | Melhor Casal                     | Atthaphan Phunsawat (Gun) Jumpol Adulkittiporn (Off) | Venceram  |
| 2020 | LINE TV Awards | Conteúdo Mais Emocionante do Ano | Theory of Love                                       | Venceu    |

## Transmissão internacional
- Japão – Em 28 de setembro de 2020, a Klockworx Co., Ltd. anunciou que havia adquirido os direitos de distribuição de três séries de televisão da GMMTV, que incluíam a referida série. Foi programado para ser distribuído localmente com legendas em japonês no início de 2021.[8][9]
- Filipinas – A série estava entre as cinco séries de televisão da GMMTV adquiridas pela ABS-CBN Corporation, conforme anunciado pela Dreamscape Entertainment em 10 de setembro de 2020. Todos os episódios foram disponibilizados para streaming via iWantTFC em 7 de dezembro de 2020.[10]